# La Bataille
Pour les articles homonymes, voir Bataille (homonymie).
La Bataille est une ancienne commune du Centre-Ouest de la France située dans le département des Deux-Sèvres, en région Nouvelle-Aquitaine.

## Histoire
La commune doit son nom à la bataille livrée pour la prise de Saintes, entre les neveux du comte d'Anjou Geoffroy Martel et le duc d'Aquitaine Guillaume VIII de Poitiers en 1061.
Le 1er janvier 2019, la commune — avec Crézières et Tillou — est absorbée par Chef-Boutonne qui devient une commune nouvelle à la suite d'un arrêté préfectoral du 9 septembre 2018.

## Politique et administration
| Période   | Période   | Identité           | Étiquette | Qualité |
| --------- | --------- | ------------------ | --------- | ------- |
| mars 2001 | mars 2008 | Yves Griffault     |           |         |
| mars 2008 |           | Marie-Claire Veque |           |         |

## Démographie
À partir du XXIe siècle, les recensements réels des communes de moins de 10 000 habitants ont lieu tous les cinq ans. Pour La Bataille, cela correspond à 2004, 2009, etc. Les autres dates de « recensements » (2006, etc.) sont des estimations légales.
| 1793 | 1800 | 1806 | 1821 | 1831 | 1836 | 1841 | 1846 | 1851 |
| ---- | ---- | ---- | ---- | ---- | ---- | ---- | ---- | ---- |
| 153  | 111  | 131  | 162  | 161  | 183  | 185  | 200  | 188  |

| 1856 | 1861 | 1866 | 1872 | 1876 | 1881 | 1886 | 1891 | 1896 |
| ---- | ---- | ---- | ---- | ---- | ---- | ---- | ---- | ---- |
| 167  | 174  | 183  | 176  | 175  | 180  | 158  | 163  | 168  |

| 1901 | 1906 | 1911 | 1921 | 1926 | 1931 | 1936 | 1946 | 1954 |
| ---- | ---- | ---- | ---- | ---- | ---- | ---- | ---- | ---- |
| 173  | 167  | 166  | 139  | 146  | 156  | 144  | 133  | 127  |

| 1962 | 1968 | 1975 | 1982 | 1990 | 1999 | 2004 | 2006 | 2009 |
| ---- | ---- | ---- | ---- | ---- | ---- | ---- | ---- | ---- |
| 109  | 116  | 106  | 86   | 93   | 96   | 82   | 81   | 78   |

| 2014 | 2016 | - | - | - | - | - | - | - |
| ---- | ---- | - | - | - | - | - | - | - |
| 81   | 84   | - | - | - | - | - | - | - |

## Lieux et monuments
- Église Saint-Gilles de La Bataille